# Liste der Monuments historiques in Bonzée
Die Liste der Monuments historiques in Bonzée führt die Monuments historiques in der französischen Gemeinde Bonzée auf.

## Liste der Objekte
| Bezeichnung                         | Beschreibung                                                                    | Standort                                             | Kennzeichnung | Schutzstatus | Datum | Bild |
| ----------------------------------- | ------------------------------------------------------------------------------- | ---------------------------------------------------- | ------------- | ------------ | ----- | ---- |
| Skulptur Heiliger Abdon             | Holz, farbig gefasst, 18. Jahrhundert                                           | Bonzée-en-Woëvre, in der Kirche St-Laurent (Lage)    | PM55002632    | Inscrit      | 2007  |      |
| Skulptur Heiliger Laurentius        | Holz, farbig gefasst und vergoldet, 18. Jahrhundert                             | Bonzée-en-Woëvre, in der Kirche St-Laurent (Lage)    | PM55002751    | Inscrit      | 1984  |      |
| Glocke                              | Bronze, 1789 gegossen; Klöppel und Joch aus Holz                                | Mesnil-sous-les-Côtes, in der Kirche St-Brice (Lage) | PM55001176    | Classé       | 1996  |      |
| Skulpturengruppe Kreuzabnahme       | sogenannter Bon Dieu de Pitié; Stein, farbig gefasst, Ende des 16. Jahrhunderts | Bonzée-en-Woëvre, in der Kirche St-Laurent (Lage)    | PM55000127    | Classé       | 1917  |      |
| Relief Vision des heiligen Hubertus | Stein, farbig gefasst, 16. Jahrhundert                                          | Mont-Villers, außen an der Kirche St-Martin (Lage)   | PM55000128    | Classé       | 1984  |      |
| Skulptur Madonna mit Kind           | Holz, farbig gefasst und vergoldet, 18. Jahrhundert                             | Bonzée-en-Woëvre, in der Kirche St-Laurent (Lage)    | PM55002752    | Inscrit      | 1984  |      |